# Procol Harum Live: In Concert with the Edmonton Symphony Orchestra
Procol Harum Live: In Concert with the Edmonton Symphony Orchestra es el primer álbum en vivo de la banda británica de rock progresivo Procol Harum, publicado en 1972. Fue grabado en Edmonton, Alberta, Canadá, el 18 de noviembre de 1971. El álbum fue un éxito en la lista Billboard Top 200, escalando a la posición #5 en la misma. Ha sido el álbum con mayores ventas de la agrupación, logrando la certificación de disco de oro otorgada por la RIAA.

## Lista de canciones
Las letras de todas las canciones fueron escritas por Keith Reid; la música compuesta por Gary Brooker, excepto "In Held 'Twas in I", coescrita por Matthew Fisher.
1. "Conquistador" - 5:02
2. "Whaling Stories" - 7:41
3. "A Salty Dog" - 5:34
4. "All This and More" - 4:22
5. "In Held 'Twas in I": - 19:00

a) "Glimpses of Nirvana"
b) "'Twas Teatime at the Circus"
c) "In the Autumn of My Madness"
d) "Look to Your Soul"
e) "Grand Finale"

## Créditos
- Chris Copping - órgano
- Alan Cartwright - bajo
- B.J. Wilson - batería
- Dave Ball - guitarra
- Gary Brooker - piano y voz
- Keith Reid - letras